# Wikiloc
Wikiloc é um site premium, lançado em 2006, contendo trilhas de GPS e waypoints que os membros enviaram. Este mashup mostra as rotas em quadros mostrando o Google Maps (com a possibilidade de mostrar as camadas do World Relief Map (maps-for-free.com), OpenStreetMap, o OpenCycleMap relacionado, USGS Imagery Topo Base Map e USGS Topo Base Map). O serviço também está disponível no Google Earth. Existem aplicativos móveis para Android e iPhone. O produto tem mais de 4,5 milhões de membros, é oferecido em vários idiomas e tem mais de 11,6 milhões de pistas de dezenas de atividades (caminhadas, ciclismo, vela, cavalgadas, condução, parapente, etc.) em) em muitos países e territórios. Wikiloc começou como uma referência online mundial para caminhadas. Além disso, fotografias no Wikiloc permitiram a análise de conteúdo automatizada para caracterizar a paisagem no Parque Natural do Delta do Ebro, Espanha.
O Wikiloc não paga seus contribuidores. Ele cobra dos usuários o download de trilhas e waypoints do site. Também proíbe downloads em massa ou re-hospedagem dos dados.

## Tecnologia
Wikiloc roda em Linux, com um gerenciador de banco de dados PostgreSQL com PostGIS para suporte geográfico, software Apache, Hibernate, GEOS, GDAL, PROJ.4, e com algum Python para pré-processamento e manutenção.

## Prêmios
Wikiloc ganhou os seguintes prêmios:
- Vencedor do Changemakers / National Geographic 2009 Geotourism Challenge[19][20][21][22][23]
- Vencedor do concurso de mashup do Google Maps em 2006[24]
- Vencedor do prêmio Iniciativa/Empresa da Sociedade Geográfica Espanhola em 2013[25][26][27][28]